# Phyllobrotica lengi
Phyllobrotica lengi is een keversoort uit de familie bladkevers (Chrysomelidae). De wetenschappelijke naam van de soort werd in 1910 gepubliceerd door Willis Stanley Blatchley.